# Top 100 Brasil
Top 100 Brasil, tidigare Brasil Hot 100 Airplay, är  Brasiliens officiella singellista. Den sammanställs av Crowley Broadcast Analysis och publiceras varje månad i Billboard Brasil sedan tidskriften startades i oktober 2009. 
De 100 främsta låtarna, både brasilianska och utländska, ur olika genrer publiceras, efter sammanställningar från måndag till fredag klockan 07.00-19.00. Städer som omfattas är São Paulo, Rio de Janeiro, Brasília, Campinas, Ribeirão Preto, Belo Horizonte, Curitiba, Porto Alegre, Recife och Salvador.
Första låt att toppa listan var "Halo" med Beyoncé Knowles.